# Czarnota
Czarnota (niem. Schwarze Lehne) - szczyt o wysokości 526 m n.p.m. będący północnym zakończeniem grzbietu Gór Wałbrzyskich ciągnącego się od Borowej przez Dłużynę i Lisi Kamień. Od południa płytkie siodło oddziela  górę od Ptasiej Kopy.